# Elezioni regionali in Abruzzo del 1985
Le elezioni regionali in Abruzzo del 1985 si tennero il 12-13 maggio.

## Risultati elettorali
| Liste                                                  | Voti    | %     | Seggi |
| ------------------------------------------------------ | ------- | ----- | ----- |
| Democrazia Cristiana (DC)                              | 367.300 | 44,28 | 19    |
| Partito Comunista Italiano (PCI)                       | 223.446 | 26,94 | 11    |
| Partito Socialista Italiano (PSI)                      | 97.464  | 11,75 | 5     |
| Movimento Sociale Italiano - Destra Nazionale (MSI-DN) | 51.223  | 6,18  | 2     |
| Partito Socialista Democratico Italiano (PSDI)         | 31.678  | 3,82  | 1     |
| Partito Repubblicano Italiano (PRI)                    | 23.399  | 2,82  | 1     |
| Partito Liberale Italiano (PLI)                        | 13.280  | 1,60  | 1     |
| Lista Verde (LV)                                       | 9.956   | 1,20  | -     |
| Democrazia Proletaria (DP)                             | 6.466   | 0,78  | -     |
| Alleanza Italiana Pensionati-Liga Veneta (AIP-ŁV)      | 2.694   | 0,32  | -     |
| Union Valdôtaine-Partito Democratico-UPAP-Ecologia     | 1.442   | 0,17  | -     |
| Partito Nazionale Pensionati (PNP)                     | 1.140   | 0,14  | -     |
| Totale                                                 | 829.488 |       | 40    |

| Riepilogo dei seggi | Riepilogo dei seggi | Riepilogo dei seggi | Riepilogo dei seggi | Riepilogo dei seggi | Riepilogo dei seggi | Riepilogo dei seggi |
| ------------------- | ------------------- | ------------------- | ------------------- | ------------------- | ------------------- | ------------------- |
|                     |                     |                     |                     |                     |                     |                     |
| PCI                 | 11                  | ▼ 1                 |                     | PSI                 | 5                   | ▲ 1                 |
| PSDI                | 1                   | ━                   |                     | PRI                 | 1                   | ━                   |
| DC                  | 19                  | ▼ 1                 |                     | PLI                 | 1                   | ▲ 1                 |
| MSI-DN              | 2                   | ━                   |                     |                     |                     |                     |